# 히포캄포스

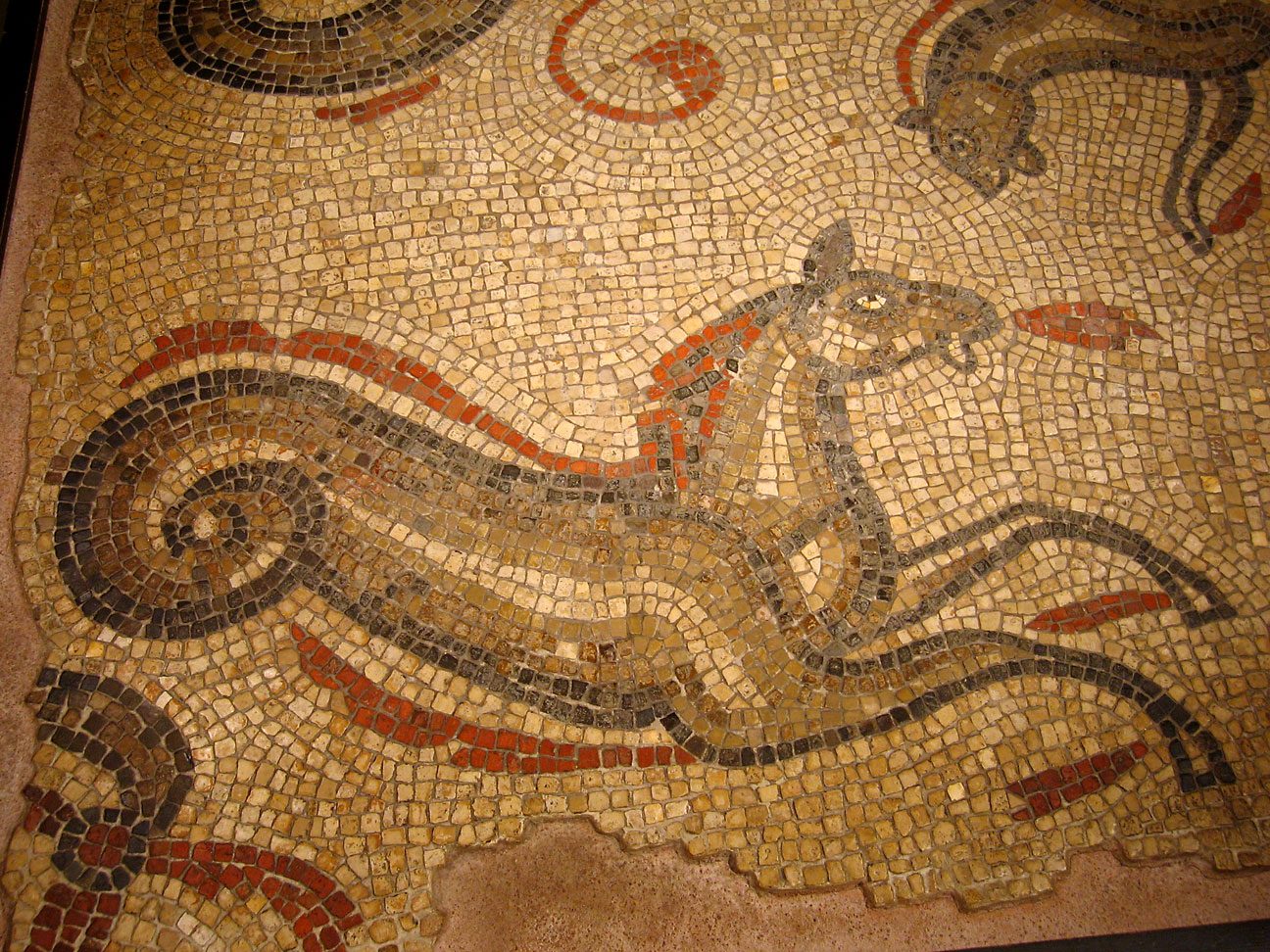
로마 시대의 목욕탕 타일에 모자이크된 히포캄포스.

히포캄포스(그리스어: ἱιππόκαμπος)는 페니키아와 그리스 신화에 등장하는 환상종이다. 나중에는 에트루리아 신화에도 도입되었다. 히포캄포스는 물말의 일종으로, 상반신은 말이고 하반신은 물고기이다.

## 같이 보기
- 마갈궁
- 켈피
- 유니콘
- 물말